# Dicrostonyx exsul
Dicrostonyx exsul es una especie de roedor de la familia Cricetidae.

## Distribución geográfica
Se encuentra en el oeste y el suroeste de Alaska en los Estados Unidos. 